# Жулёво (Московская область)
Жулёво — деревня в муниципальном округе Егорьевск Московской области России.

## География
Деревня Жулёво расположена в юго-западной части муниципального округа Егорьевск, примерно в 22 километрах к юго-востоку от города Егорьевск. По западной окраине деревни протекает река Устынь. Высота над уровнем моря 119 метров.

## Название
В письменных источниках деревня упоминается как Желева, Найденово тож (1646 год), Найденово, Жулево тож (1770 год). С 1782 года закрепилось название Жулево.
Название Жулёво связано с некалендарным личным именем Жуль.

## История
После 1861 года деревня вошла в состав Раменской волости Егорьевского уезда. В 1885 году всё население деревни состояло из мещан.
В 1926 году деревня входила в Мелентьевский сельсовет Раменской волости Егорьевского уезда.
До 1994 года Жулёво входило в состав Раменского сельсовета Егорьевского района, а в 1994—2006 годы — Раменского сельского округа.
До 2015 года входила в состав сельского поселения Раменское.
В 2015 году вошла в состав городского округа Егорьевск, образованного в том же году путем упразднения Егорьевского района и объединения всех его поселений в единый городской округ.

## Демография
В 1885 году в деревне проживало 126 человек, в 1905 году — 243 человека (131 мужчина, 112 женщин), в 1926 году — 126 человек (56 мужчин, 70 женщин). По переписи 2002 года — 12 человек (6 мужчин, 6 женщин). Население — 5 человек (2010).
| 1859 | 1868 | 1885 | 1905 | 1926 | 2002 | 2006 |
| ---- | ---- | ---- | ---- | ---- | ---- | ---- |
| 109  | ↗113 | ↗126 | ↗243 | ↘126 | ↘12  | ↗13  |
| 2010 |      |      |      |      |      |      |
| ↘5   |      |      |      |      |      |      |